# 이대효
이대효(李大孝, 1960년 6월 26일~경남 사천)는 국가원로회의 전문위원, 성균관 전례위원, 국가무형문화재 제85호 석전대제 이수자이다.

## 학력
2007년 7월 1일 성균관 석전교육원 학사
2009년 2월 25일 성균관대학교 유학대학원 유림지도자과정 수료

## 경력
2005년 3월 1일 대한제국 의친왕숭모회 사무국장 임면
2005년 7월 17일 대한제국황실 기획실장 임면
2006년 12월 20일 국가무형문화재 제56호 종묘대제 전승자 선정
2007년 5월 15일 조선왕릉연구원 원장 취임
2011년 11월 1일 약탈문화재 환수운동(일본국 국회, 공민서관)
2012년 2월 5일 동경박물관에서 고종황제 투구.갑옷.익선관 특별열람
2012년 5월 25일 문화관광위원회 정책자문위원 위촉
2012년 9월 16일 국가무형문화재 제85호 석전대제 이수자 선정
2012년 10월 2일 청주유교대학 교수 임면
2012년 11월 12일 국가원로회의 전문위원으로 위촉
2012년 12월 31일 궁중문화축전 정책수립 국회 통과
2013년 5월 20일 궁중문화축전 개막
2013년 8월 16일 조선왕릉 정릉해설사 양성 기초과정 시행 및 15강 강의
2014년 4월 15일 조선왕릉 정릉해설사 양성 심화과정 시행 및 15강 강의
2014년 10월 5일 일본군위안부문제 해결을 위한 여성가족부장관 초치 한일간담회 진행
2015년 5월 1일 서울시 주관의 역사강좌 시행단체 선정 및 강의
2016년 2월 1일 문화체육관광부 주최의 향교.서원활성화사업 주관단체 선정 및 진행
2016년 3월 2일 선비문화관광진흥원 원장 취임
2016년 9월 1일 한자지도사 양성과정 시행 및 30강 강의
2017년 1월 3일 재단법인 사천문화재단 이사 선임
2017년 3월 2일 문화재청 주최의 향교.서원문화재활용사업 주관단체 선정 및 진행
2017년 6월 9일 유교다례강사 양성과정 제1기 시행
2017년 7월 1일 성균관 유교문화활성화사업단 주관의 향교.서원활성화사업 주관단체로 선정 및 진행
2017년 7월 22일 사천선비길 체험프로그램 시행
2018년 2월 20일 세종대왕태실복원 5개년 계획안 사천시 제안
2018년 3월 2일 성균관 유교문화활성화사업단 문화관광팀장 임면
2018년 3월 6일 성균관 석전교육원 전례사 양성과정 홀기와 문묘거둥의례 6강 강의
2018년 4월 24일 유교다례강사 양성과정 제2기 시행
2018년 5월 12일 성균관 유교문화활성화사업단 주관의 인문학여행 시행
2018년 6월 1일 성균관 유교문화활성화사업단 주관의 향교.서원 문화관광프로그램 시행
2018년 7월 9일 서울시 역사강좌 시행 및 20강 강의
2018년 9월 5일 성균관 석전교육원 전례사 양성과정 홀기와 문묘거둥의례 6강 강의
2019년 1월 3일 사단법인 대한황실문화원 사무총장 취임

## 자격증
2009년 4월 20일 한자지도사 자격증(성균관장) 취득
2019년 4월 22일 문화예술교육사 2급 자격증(문화체육관광부장관) 취득